# 頸城区

上越市の地域自治区。当区は北東部に位置する。

頸城区（くびきく）は、新潟県上越市北東部に位置する地域自治区。全域が旧中頸城郡頸城村にあたり、同村の上越市への合併とともに2005年1月1日に設けられた。

## 地理
高田平野の東北部に位置し、西部は平野、東部は丘陵地である。
- 河川：保倉川、潟川
- 湖沼：大池

## 歴史
地域自治区設置前については頸城村を参照。
- 2005年1月1日：上越市に編入。地域自治区を発足。

## 教育
- 上越市立大瀁小学校
- 上越市立南川小学校
- 上越市立明治小学校
- 上越市立頸城中学校

## 交通

### 鉄道路線
- 東日本旅客鉄道信越本線
  - 黒井駅
- 北越急行ほくほく線
  - 大池いこいの森駅 - くびき駅

### バス

#### 高速バス
北陸自動車道頸城BSから県内線と東京線が利用可能。

#### 路線バス
頸城自動車グループにより運行されている。
- 頸城自動車
- 頸北観光バス

### 道路
- 一般国道
  - 国道8号
- 都道府県道
  - 主要地方道
    - 新潟県道30号新井柿崎線
    - 新潟県道77号上越頸城大潟線

  - 一般県道
    - 新潟県道122号黒井停車場線
    - 新潟県道216号大瀁直江津線
    - 新潟県道240号上増田吉川線
    - 新潟県道253号浦川原犀潟停車場線
    - 新潟県道258号長坂潟町停車場線
    - 新潟県道259号小猿屋黒井停車場線

## 名所・旧跡・観光スポット・祭事・催事

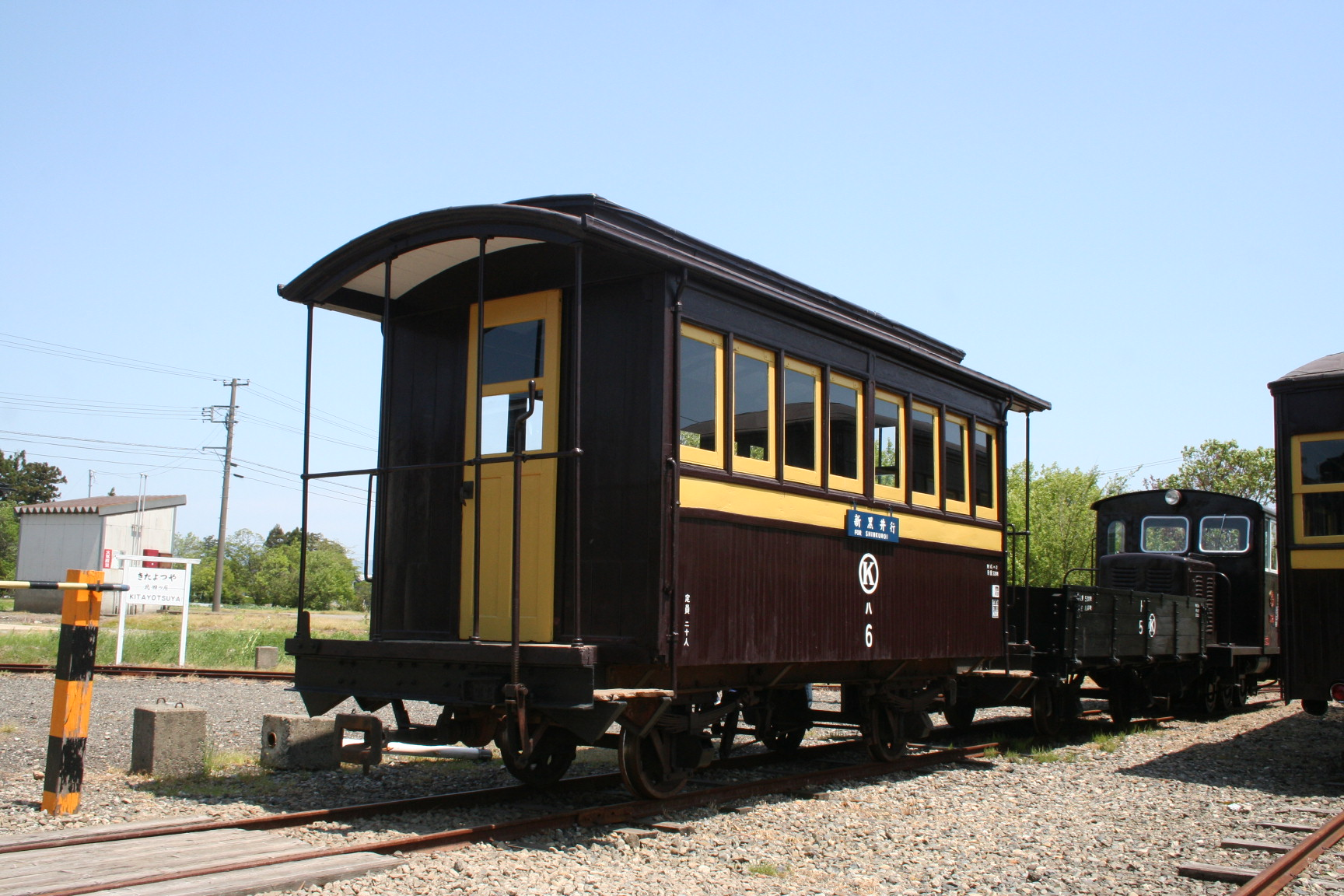
くびき野レールパークの保存車両

### 名所・旧跡・観光スポット
- 大池いこいの森
- 茶臼山城跡
- 雁金城跡
- 坂口記念館
- 頸城鉄道線：: 多くの車両が区内に保存されている
  - くびき野レールパーク

### 祭事・催事
- 大池まつり
- 頸城の祭典

## 出身有名人
- 坂口謹一郎 - 応用微生物学者